# 札幌市青少年科学館
札幌市青少年科学館（さっぽろしせいしょうねんかがくかん）は、札幌市厚別区にある科学館。

## 概要
設置目的は「科学および科学技術に関する知識の普及・啓発を通して、創造性豊かな青少年を育成するため」であり、世界初となる人工降雪装置の導入はじめ、低温展示室など積雪寒冷地にある科学館としての特徴を打ち出した。展示については科学事象の発見や理解と想像力を育むための参加体験を重視しているほか、実験や体験学習などによって来館者が活動することができる場を提供。前庭の「科学館公園」には噴水、日時計や動く彫刻「水の遊び〜四つのポンプ」を設置しており、イベント会場としても利用することができる。2013年（平成25年）に山崎直子（元宇宙飛行士）が「名誉館長」に就任した。

## 沿革
- 1981年（昭和56年）：開館[4][5]。
- 1982年（昭和57年）：「博物館法」登録。
- 1983年（昭和58年）：移動天文車「オリオン号」完成。
- 1992年（平成4年）：シミュレーター映像展示「スーパードリームライド」導入[6]。
- 1997年（平成09年）：リニューアルオープン[7]。体感型映像シアター「バーチャリウム」導入[8]。
- 1999年（平成11年）：札幌市生涯学習振興財団に管理運営委託（2006年から指定管理者）。
- 2003年（平成15年）：子供天文コーナーリニューアル。新移動天文車「オリオン2世号」完成。
- 2005年（平成17年）：プラネタリウムリニューアル。
- 2008年（平成20年）：力学コーナーリニューアル。
- 2010年（平成22年）：ロボットコーナーリニューアル。
- 2011年（平成23年）：環境コーナーリニューアル。
- 2012年（平成24年）：雪・氷コーナーリニューアル。バーチャリウム休止[8]、その後サイエンスホールに転用。
- 2013年（平成25年）：耐震補強工事に伴い、一時休館[9]。
- 2014年（平成26年）：天文・地球科学コーナーをリニューアルし、再開館[10][11]。
- 2015年（平成27年）：交通・力学コーナーリニューアル。
- 2016年（平成28年）：プラネタリウムリニューアル[12]。
- 2022年（令和4年）：8月から2024年3月まで展示物の大規模リニューアルや老朽化した施設の改修工事のため休館。スーパードリームライド、水力発電、テレビスタジオなどを廃止[6]。
- 2024年（令和6年）4月1日：リニューアルオープン[13]。

## 利用案内
- 観覧時間
  - 9:00 - 17:00（5月〜9月）
  - 9:30 - 16:30（10月〜3月）
- 休館日
  - 月曜日（祝日の場合は開館）、毎月最終火曜日、祝日の翌日、特別展最終日の翌日、年末年始（12月27日〜1月4日）

※ただし、ゴールデンウィークや特別展の期間中は開館。2024年4月1日は営業再開に合わせ臨時開館。
- 観覧料金
  - 大人：展示室700円、プラネタリウム500円、セット観覧券（展示室+プラネタリウム）1,000円、共通観覧券（展示室+プラネタリウム+サンピアザ水族館）1,750円
  - 65歳以上や身体障がい者など：展示室500円、プラネタリウム360円、セット観覧券（展示室+プラネタリウム）860円
  - 団体（大人30名以上）：展示室630円、プラネタリウム450円
  - 中学生以下：無料
  - 年間パスポート : 2,000円、購入日から1年間展示室が無料

## 施設
屋上
- 天文台（60cm反射望遠鏡）

3階
- 展示室：札幌の地下鉄、水力発電、山崎直子宇宙飛行士コーナー、交通・力学コーナー、ロボットコーナー
- サイエンスホール
- 実験実習室
- サイエンスショーコーナー

2階
- 展示室：スーパードリームライド、ハイパースタジオ、天文・地球科学コーナー、環境コーナー、人工降雪装置、低温展示室
- パソコン工房
- 学習コーナー
- 特別展示室

1階
- エントランスホール
- 交流コーナー
- 工作室
- プラネタリウム（「ケイロンIII・ハイブリッド」[14]）